# Ginette Kurgan-van Hentenryk
 (octobre 2022).
Si vous disposez d'ouvrages ou d'articles de référence ou si vous connaissez des sites web de qualité traitant du thème abordé ici, merci de compléter l'article en donnant les références utiles à sa vérifiabilité et en les liant à la section « Notes et références ».
Ginette Kurgan-van Hentenryk, née le 21 novembre 1938 à Anvers, est une historienne belge. Elle est professeur émérite d'histoire contemporaine à l'Université libre de Bruxelles et s'est spécialisée dans l'histoire économique et sociale et dans l'histoire des relations internationales de la Belgique.
Elle est membre de Académie royale de Belgique depuis le 8 janvier 2001.

## Biographie et carrière universitaire
Ginette Kurgan-van Hentenryk fait ses études secondaires au collège Marie-José d'Anvers, puis ses études supérieures à l'Université libre de Bruxelles où elle obtient successivement une licence en philosophie et lettres (groupe histoire) en 1959, une licence en sciences économiques en 1963 et un doctorat en philosophie et lettres (groupe histoire) en 1970.
Elle travaille au Fonds national de la recherche scientifique de 1962 à 1966, et enseigne comme assistante puis comme professeur à l'université libre de Bruxelles, respectivement de 1966 à 1970 et de 1970 à 2003.

## Prix et distinctions
- Lauréate du concours annuel de la Classe des lettres de l'Académie royale de Belgique pour l'année 1971[2]
- Prix des Alumni de la Fondation universitaire (1972)[2]
- Prix de Stassart (histoire nationale) de la Classe des lettres de l'Académie royale de Belgique (1986)[2]
- Certificat du mérite pour la promotion des études canadiennes en Belgique décerné par le Conseil international des études canadiennes (1996)[2]

- Membre correspondant de l'Académie royale de Belgique, élue le 9 janvier 1995, puis membre dans la Classe des lettres et des sciences morales et politiques, élue le 8 janvier 2001[1]

## Publications
- Léopold II et les groupes financiers belges en Chine : la politique royale et ses prolongements, 1895-1914, Bruxelles, Palais des académies, 1972, 969 p.-[7] p. de pl.

Édition commerciale de : Thèse de doctorat : Histoire : Académie royale de Belgique : 1971
- Rail, finance et politique : les entreprises Philippart (1865-1890), Bruxelles, Éditions de l'Université de Bruxelles, 1982, 392 pages  (ISBN 2-8004-0784-0)[3]
- Ginette Kurgan-van Hentenryk, Julie Laureyssens, Un siècle d’investissements belges au Canada, Bruxelles, Éditions de l'Université de Bruxelles, 1986, 152 pages  (ISBN 2-8004-0915-0)[4]
- Ginette Kurgan-van Hentenryk, Jean Stengers, L’innovation technologique, facteur de changement (XIXe – XXe siècle), Bruxelles, Éditions de l'Université de Bruxelles, 1986, 282 pages  (ISBN 2-8004-0911-8)[5]
- La question sociale en Belgique et au Canada, XIXe – XXe siècles, Bruxelles, Éditions de l'Université de Bruxelles, 1988, 232 pages  (ISBN 2-8004-0952-5)[6]
- Ginette Kurgan-van Hentenryk, Serge Jaumain, Aux frontières des classes moyennes : la petite bourgeoisie belge avant 1914, Bruxelles, Éditions de l'Université de Bruxelles, 1992, 148 pages  (ISBN 2-8004-1035-3)[7]
- Laboratoires et réseaux de diffusion des idées en Belgique, Bruxelles, Éditions de l'Université de Bruxelles, 1994, 126 pages  (ISBN 2-8004-1091-4)[8]
- Ginette Kurgan-van Hentenryk, Serge Jaumain, Valérie Montens, Dictionnaire des patrons en Belgique, De Boeck & Larcier, Coll. De Boeck-Université, Bruxelles, 1996, 729 pages,  (ISBN 2-8041-1581-X).
- Gouverner la Générale de Belgique, Bruxelles, 1996.
- Le patronat en Belgique (1880-1960), dans Histoire, Economie & Société, 1998, 17-1, pp. 189-211 sous le lien : .
- Mythe et réalité du self-made man au sein du patronat belge, dans Bulletins de l'Académie Royale de Belgique, 1999, 10-1-6, pp. 81-96, sous le lien : .
- Un pays si tranquille : la violence en Belgique au XIXe siècle, Bruxelles, Éditions de l'Université de Bruxelles, 1999, 254 pages  (ISBN 2-8004-1209-7)[9]
- Ginette Kurgan-van Hentenryk, Erik Buyst, 100 grands patrons du XXe siècle en Belgique, Bruxelles, Alain Renier éditeur, 1999, 287 p.
- Ginette Kurgan-van Hentenryk, Valérie Montens, L’argent des arts : la politique artistique des pouvoirs publics en Belgique de 1830 à 1940, Bruxelles, Éditions de l'Université de Bruxelles, 2001, 256 pages  (ISBN 2-8004-1276-3)[10]
- Max-Léo Gérard : un ingénieur dans la cité (1879-1955), Bruxelles, Éditions de l'Université de Bruxelles, coll. « Histoire », 2010, 324 pages  (ISBN 978-2-8004-1487-4)[11]